# Francisco de Paula Ferreira da Costa
Francisco de Paula Ferreira da Costa (Lisboa, 2 de Abril de 1788 - Lisboa, 31 de Dezembro de 1859), foi um bibliógrafo, numismata e escritor memorialista português que pertenceu à fação miguelista.
O seu gosto literário e patriota é notado cedo ao ser um dos subscritores do poema épico Brazilíada, editado em 1815, escrito por Tomás António dos Santos e Silva e acompanhado de uma epístola laudatória de José Maria da Costa e Silva.
Era escriturário da Inspecção dos Quartéis e Obras Militares e da Junta da Bula da Cruzada.
Como partidário do rei D. Miguel que era abandonou a capital em 1833 para se juntar ao seu exército e que o acompanhou até à Convenção de Évora Monte. Após esse trágico acontecimento ele passou a viver semi-escondido e dos serviços de particulares.
Era filho de Jorge Ferreira da Costa e de Francisca Rosa, Casou em 10 de Abril de 1809 com Maria Margarida da Encarnação Ferreira.
Morreu na miséria e de "congestão cerebral".

## Obra
Escreveu:
- «Memórias de um Miguelista» (1833-1834), prefácio, transcrição, actualização ortográfica e notas de João Palma-Ferreira. Lisboa: Editorial Presença, 1982[8] (manuscrito adquirido em leilão pela Biblioteca Nacional,[9] acontecimentos desde 24 de Julho de 1833[10]).
- Uma Memória acerca dos acontecimentos de Portugal desde 30 de Abril de 1824 até 24 de Julho de 1833[11] (manuscrito desaparecido,com acontecimentos anteriores).
- «Tractado genealógico do Reis de Portugal», ornado com seus retractos, reproduzido à forma de árvore genealógica de 6 palmos de altura, existe reduzido pelo autor no Palácio de Queluz.

- «Traducção da Ilíada de Homero«, do livro IX em diante, feita sobre uma versão espanhola, em 3 tomos.[11]

Pela imprensa publicou os seguintes opúsculos:
- «Exposição genuína da Constituição de 1826, na qual do mesmo texto se justificam e se desfazem as apparentes contradições e barbarismos que n´ela se contém». Traduzida do espanhol, Imprensa Regia, 1828.[11]
- «A Recepção de Hum Maçon, farça», Imp. de Eugénio Augusto, Lisboa, 1827.[12][11][13]
- «Carta dirigida ao sábio auctor da Contramina, que pode servir de supplemento do n.º 47 da mesma», Lisboa, Imprensa Régia, 1832.[11]
- «Descripção da Torre de Beja», Panorama n. 52, 1842.[11]

Eram também seus os extractos que saíram das "Seções da Corte", que se imprimiram no Diário do Governo, desde 1 de Fevereiro até 29 de Agosto de 1821.